# Résolution 1612 du Conseil de sécurité des Nations unies
Membres permanents
- Chine
- États-Unis
- France
- Royaume-Uni
- Russie

Membres non permanents
- Algérie
- Argentine
- Bénin
- Brésil
- Danemark
- Grèce
- Japon
- Philippines
- Roumanie
- Tanzanie

Résolution no 1611 Résolution no 1613
La résolution 1612 du Conseil de sécurité des Nations Unies, a été adoptée à l'unanimité le 26 juillet 2005. Après avoir rappelé les résolutions 1261 (1999), 1308 (2000), 1314 (2000), 1325 (2000), 1379 (2001), 1460 (2003) et 1539 (2004), le Conseil de sécurité a établi un mécanisme de surveillance et de signalement de l'utilisation des enfants soldats. 
Plus de 50 gouvernements et groupes rebelles seraient surveillés après l’adoption de la résolution. 

## Résolution

### Préambule
En préambule, le Conseil de sécurité a reconnu les progrès réalisés dans l’élaboration de lignes directrices visant à protéger les enfants dans les conflits armés, mais dans la pratique, leurs droits étaient toujours violés en toute impunité et les progrès sur le terrain étaient insuffisants. Il a également mis en évidence les liens entre l’utilisation des enfants et le trafic d’armes.

### Dispositif
Comme dans les résolutions précédentes sur le sujet, le Conseil a condamné l’utilisation et le recrutement d’enfants soldats. Il a été demandé au Secrétaire général Kofi Annan de mettre en œuvre le mécanisme suivant de signalement et de suivi des enfants dans les conflits armés :
a) recueillir des informations sur le recrutement d’enfants soldats et sur les sévices infligés aux enfants ;
b) collaborer avec les autorités compétentes et les organismes des Nations Unies ;
c) renforcer le rôle protecteur des gouvernements ;
d) dialogues avec les groupes armés dans le cadre d’un processus de paix.
Un groupe de travail, organe subsidiaire du Conseil de sécurité, a également été créé pour suivre les rapports du mécanisme et formuler des recommandations.
Le Conseil de sécurité a noté l'absence de progrès dans la mise en œuvre de la résolution 1539 (2004) et a exprimé son intention d'imposer des sanctions contre les pays qui violent le droit international relatif aux enfants dans les conflits armés et qui sont également à l'ordre du jour du Conseil de sécurité. Il incombait aux équipes de pays des Nations Unies de mener des travaux de suivi sur les résolutions du Conseil de sécurité.

## Voir également
- Enfant de guerre
- Droits de l'enfant
- Résolutions thématiques du Conseil de sécurité des Nations unies sur les enfants et les conflits armés